# Трегуб, Яков Исаевич
Яков Исаевич Трегуб (21 сентября 1918, Николаев — 27 октября 2007, Москва) — советский военный инженер, генерал-майор, активный участник создания ракетных комплексов стратегического назначения и ПВО, один из ближайших соратников С. П. Королёва.
Участник Великой Отечественной войны. Первым стал применять дистанционные радиоуправляемые взрывы боезарядов. Руководил запуском первой советской баллистической ракеты. Первый начальник стартового комплекса на космодроме Капустин Яр. Заместитель Главного конструктора ОКБ-1. Почти 30 лет руководил комплексом испытаний и управления полётами космических аппаратов.

## Биография

### Ранние годы
Родился 21 сентября 1918 года в Николаеве в еврейской семье. Отец — Исай Михайлович Трегуб (умер в 1951 году), высококвалифицированный рабочий, слесарь-лекальщик на Николаевском судостроительном заводе. Позднее стал начальником Центральной заводской лаборатории. Мать — Ревекка Израилевна Гриншпунт (умерла в 1978 году), парикмахер.
Учился в семилетней школе, принимал активное участие в работе пионерской организации. После школы окончил судостроительный техникум и в 1937 году поступил в Ленинградскую Военную электротехническую академию. Окончил академию в 1941 году.

### Участие в войне
Участник Великой Отечественной войны. Сразу же после окончания академии был направлен на фронт. Был дважды тяжело ранен и снова возвращался в строй. Служил офицером штаба 1-й гвардейской моторизованной инженерной бригады специального назначения. Выполнял работы по минированию и разминированию, установлению электрических проволочных заграждений. Маршал инженерных войск В. К. Харченко вспоминал, что Я. И. Трегуб был на фронте первым, кто стал применять дистанционные радиоуправляемые взрывы боезарядов.
В 1944 году майор Трегуб получил задание испытать танкетки со взрывчаткой, управляемые по проводам. Испытания показали, что в условиях полевых или городских боёв танкетка застревает и не обладает необходимой проходимостью.
В 1944 году награждён орденом «Красной Звезды» за выполнение боевого задания в районе города Ковель. Лично организовал действия разведчиков на переднем крае. В наступательных боях 47-й армии обеспечил разминирование маршрутов на главных направлениях продвижения артиллерии и танков. В 1945 году награждён орденом «Отечественной войны» II степени за умелое руководство боевыми действиями батальонов и проявленное при этом мужество и отвагу. Будучи в составе оперативной группы штаба бригады при штабе инженерных войск 61-й армии умело руководил батальонами при прорыве обороны противника на реке Пилица. Организовал взаимодействие минёров со стрелковыми подразделениями.
В 1945 году перед штурмом Берлина Я. И. Трегуб руководил экспериментальной работой по определению веса зарядов, необходимых для проделывания проломов в стенах и разрушения зданий и баррикад при взятии Берлина.
В мае 1945 года майор Трегуб получил ответственную задачу: произвести разведку и разминирование Потсдама и автострад, связывающих Потсдам с Берлином и тремя ближайшими аэродромами в целях обеспечения безопасности подготовки Потсдамской конференции руководителей союзных держав.
В 1946 году продолжил службу в Германии и был включён в состав Бригады особого назначения (БОН), занимавшейся освоением трофейной ракетной техники. Был отправлен на остров Пенемюнде, откуда Германия запускала ракеты на Англию. Принимал участие в исследовании разработок, проводившихся ранее в Германии, в том числе ракет «Фау-2». Участвовал в опытных пусках баллистических ракет, работал над совершенствованием и проверкой их эксплуатационно-технических качеств.
БОН положила начало новому направлению в вооружённых силах СССР — Ракетным войскам стратегического назначения (РВСН), и вскоре стала ядром первого советского полигона баллистических ракет в Капустином Яре.

### Ракетная деятельность

#### Капустин Яр
Государственный центральный ракетный полигон в Капустином Яре был создан в 1946 году. На нём проводились испытания ракет конструкторского бюро (ОКБ-1) Сергея Павловича Королёва. 18 октября 1947 года состоялся первый успешный старт советской баллистической ракеты А-4. Ракета взлетела в 10:47 по Московскому времени. Примерно через минуту ракета поднялась уже на 23 километра, развернулась и легла на заданный курс, продолжая набирать высоту. Полёт закончился успешно, ракета смогла подняться на высоту в 86 километров и достигла земной поверхности в 207 километрах от места старта.

...Что тут началось! Плакали, смеялись, обнимались! Королёва, Трегуба, Воскресенского качали. [Председатель Государственной комиссии] Яковлев звонил в Кремль, докладывал Сталину. Генералиссимус приказал объявить благодарность всем участникам пуска.
— Ярослав Голованов. Королёв: факты и мифы.
Я. И. Трегуб возглавлял стартовую команду. Во время запусков в его непосредственном подчинении находился весь состав первого электроогневого отделения: Л. А. Воскресенский, Н. А. Пилюгин, Б. Е. Черток, Н. Н. Смирницкий, А. Гинзбург.
В июне 1951 года был учреждён Полигон для испытания зенитных управляемых ракет, и Трегуб, как наиболее опытный испытатель, был назначен Главным инженером этого полигона — руководителем большого коллектива военных инженеров, которым предстояло оценить новые зенитно-ракетные комплексы, чтобы обеспечить их принятие на вооружение. Эта сложнейшая задача была выполнена в кратчайшие сроки. При активном участии Трегуба первая зенитно-ракетная система «Беркут» (позже переименованная в С-25) была подготовлена для круговой противовоздушной обороны Москвы. Для стрельбовых испытаний по реальным целям с аэродрома «Владимировка» взлетали два самолёта типа Ту-4. Один самолёт должен был стать мишенью, второй шёл в качестве сопровождающего. После выхода на боевой курс экипаж самолёта-мишени включал автопилот и покидал самолёт на парашютах. Самолёт сопровождения докладывал: «Экипаж покинул мишень» — и уходил с боевого курса. Всего, таким образом, было обстреляно и сбито ракетами пять самолётов. Я. И. Трегуб проделал огромную работу, создавая фактически на пустом месте первый зенитно-ракетный полигон и обеспечивая проведение испытаний ракетных комплексов.
Под руководством Я. И. Трегуба коллектив полигона в тяжёлых климатических условиях успешно провёл испытания нового вида оружия. С-25 прослужила более 30 лет. В целом с 1947 года на полигоне прошли отработку более 35 ракетных систем стратегического назначения и более 16 ракетных систем оперативно-тактического и тактического назначения. Во многом успехам Капустина Яра способствовали личные качества Трегуба. По словам коллег, это был талантливый, энергичный и трудолюбивый человек. Яков Исаевич не гнушался использовать опыт и лучшие качества окружающих его людей. Отличался скромностью, мало рассказывал о себе, но его часто вспоминали С. П. Королёв, С. А. Лавочкин, Б. Е. Черток, А. А. Расплетин, маршал Н. Д. Яковлев, Г. Ф. Байдуков. Многие ученики Трегуба стали руководителями в управлениях Минобороны, НИИ МО и на полигонах, защитили диссертации, получили генеральские звания.

#### НИИ ПВО
В 1956 году был создан НИИ по разработке концепции и практических задач противовоздушной обороны (ПВО) страны. В 1957 году после успешного завершения испытаний первой зенитно-ракетной системы Я. И. Трегуб был переведён заместителем начальника НИИ ПВО (НИИ-2) по научно-исследовательской работе. Превосходная память и быстрота мышления помогали ему охватывать огромный массив работ, быстро принимать оптимальные решения. Я. И. Трегуб занимался вопросами перспективных разработок противовоздушной обороны. Руководил испытаниями зенитных управляемых ракет. Защитил кандидатскую диссертацию. В 1958 году Я. И. Трегубу было присвоено звание генерал-майора инженерно-технической службы. Принимал активное участие в создании системы контроля космического пространства (СККП), был координатором научно-исследовательских работ, включавших проблематику противосамолётной, противоракетной и противокосмической обороны. Под руководством Я. И. Трегуба был проведён эксперимент по созданию системы дальнего наведения одного космического объекта на другой. Во время двойного полёта космонавтов А. Г. Николаева и П. Р. Поповича 12-15 августа 1962 года корабль Николаева (Восток-3) выполнял роль цели, а корабль Поповича (Восток-4) — перехватчика.

#### ОКБ-1
В 1963 году распоряжением Совета Министров СССР прикомандирован к Государственному комитету по оборонной технике для работы в ОКБ-1.
В 1964 году по предложению генерального конструктора С. П. Королева Трегуб был назначен его заместителем и работал в ОКБ-1 до 1974 года, участвуя в разработке и испытаниях ракетно-космических комплексов. Почётный академик Академии космонавтики, профессор, доктор наук Б. Е. Белоцерковский писал о Трегубе:

...Этому блестящему специалисту безраздельно доверял С. П. Королёв, он заслужил глубокое уважение командования и всех инженеров-испытателей. Его отличал высочайший профессионализм (он досконально знал устройство ракеты и в считанные секунды определял неисправности, давал рекомендации по их устранению), высокая личная культура, самокритичность, коммуникабельность. На его плечах лежали организация работ, кадровые вопросы, скорейшее освоение военными своих функций испытателей, взаимодействие с разработчиками и строителями. Результаты этих работ проявились быстро: офицеры становились самостоятельными испытателями, взаимодействие с разработчиками стало чётким.

Это был уже второй период работы Трегуба с Королёвым. Я. И. Трегуб отвечал за боевой пакетный комплекс в целом. В круг его обязанностей входили вопросы организации систем автоматического дистанционного управления и контроля полётом ракет и космических аппаратов, текущие вопросы курирования системы управления полётом, радиоизмерений, прицеливания и энергообеспечения ракетного комплекса.

...Истинно бойцовские качества проявил новый заместитель главного конструктора ОКБ-1 по испытаниям [генерал-майор] Яков Исаевич Трегуб... С не растерянной со времён Капъяра (Капустина Яра) энергией и энтузиазмом Трегуб принял на себя ответственность за боевой ракетный комплекс в целом, включая строительство шахт, организацию позиционных районов, систем автоматического дистанционного управления и контроля".
— Борис Евсеевич Черток. Ракеты и люди.
В ноябре 1966 года был осуществлён первый пуск межконтинентальной баллистической ракеты РТ-2 из шахты на Плесецком полигоне. Инициативная деятельность Трегуба, охватывавшая весь комплекс проблем, вплоть до сдачи «под ключ» первых трёх шахтных пусковых установок для лётно-конструкторский испытаний со своим командным пунктом (КП) и позиционного района из десяти шахт с одним общим КП, была поддержана заместителем министра Г. Р. Ударовым. Для РТ-2 не требовались никакие хранилища компонентов топлива — ракеты поступали для установки на длительное дежурство или для очередного пуска в заправленном виде. Руководство подготовкой и пуском осуществлял Я. И. Трегуб.
Последовавшие в декабре 1966 года два пуска были аварийными. После этих неудач руководство потребовало прекратить пуски и перейти к длительной наземной отработке двигателей и системы управления. Однако, Я. И. Трегуб возразил, что каждый пуск даёт неоценимый опыт, а так как производство ракет уже налажено, доводка ракет в процессе лётно-конструкторский испытаний экономически выгодна и сократит цикл подготовки. Трегуба поддержал председатель Госкомиссии генерал-майор А. А. Васильев, пуски были продолжены, и в 1968 году ракеты РТ-2 были приняты на вооружение и началась установка их в шахты на территории России. На боевом дежурстве изделия находились 25 лет.
28 ноября 1966 года начался первый полёт нового космического корабля 7К-ОК, получившего наименование «Союз». Полёт был неудачным и по замечанию академика Б. Е. Чертока, «дублирование команд, несогласованность решений, взаимные претензии в неоперативности принятия решений нервировали людей, разделённых дистанцией в 3000 км». Работали два пункта управления полётом — в Евпатории и под Москвой. «Союз» израсходовал всё топливо, стыковку с другим кораблём отменили, и корабль пришлось подорвать в атмосфере. Слабые места были обнаружены в работе наземного комплекса управления. После неудачного полёта генерал Трегуб организовал тренировки с имитацией режима полёта. Он хотел добиться взаимопонимания и притирки друг к другу различных групп, состоящих из военных и гражданских специалистов. Это привело Трегуба к идее систематизировать организационную структуру. Вместо нескольких сотен разрозненных специалистов, Трегуб создал профессиональную службу — Центр управления полётами (ЦУП) с чёткой структурой ответственности, разделением функций по станциям, кораблям и сменам.
Руководитель Центра подготовки космонавтов (ЦПК) Н. П. Каманин вспоминал, что Трегуб часто посещал ЦПК, чтобы согласовать планы полётов и составы экипажей, так как Яков Исаевич имел полномочия от ОКБ, связанные не только с испытаниями полётов. Кроме того, он занимался и проверкой знаний космонавтов как член экзаменационной комиссии. Генерал Трегуб принимал близкое участие в судьбе космонавтов. Известен случай, когда его вмешательство в разбирательство дела космонавта Г. М. Гречко, собиравшегося разводиться, помогло оставить его в отряде космонавтов.

### Отставка
В 1967 году Я. И. Трегуб возглавил службу обеспечения управления полётами беспилотных объектов для облёта Луны — «Союз 7К-Л1» — называемых в открытой печати зондами. Однако, после внезапной смерти С. П. Королева в советской космонавтике началась полоса неудач, также возникли разногласия в работе разных ведомств. Программа Л1 пилотируемого облёта вокруг Луны не закончилась планируемым результатом. Это было связано с тем, что на последних двух запусках возникли серьёзные нештатные ситуации. Запуск орбитальной станции ДОС-2 в 1972 году оказался неудачным из-за аварии ракеты-носителя. Станция ДОС-3 в ноябре 1973 года вышла на орбиту, но из-за неполадок в аппаратуре пришла в непригодность, какое-то время совершала пассивный полёт, а позднее при попытке изменить высоту орбиты вошла в атмосферу и прекратила своё существование. Из-за неудачных пусков эти станции формально не получили порядкового номера в рамках программы «Салют». Руководством страны было принято решение не посылать в космос экипаж, и программа Л1 была свёрнута. В 1974 году по результатам работы правительственной комиссии Трегуб был снят с должности заместителя главного конструктора и руководителя комплекса и уволен в отставку. Его должность занял его заместитель космонавт А. С. Елисеев. Генерал Трегуб был отстранён от должности в возрасте 55 лет в расцвете своих творческих сил.

...Конечно, в неудаче была вина многих, и Государственная комиссия наказала многих, но главное наказание понёс Яков Трегуб. Он был уволен с поста и отправлен в запас из армии. Это было не только несправедливое, но и просто глупое решение. Ему было всего 55 лет, он был опытный, высококвалифицированный, талантливый специалист и его увольнение, без сомнения, нанесло большой вред развитию ракетно-космической техники страны...
— История семьи Трегубов
По предложению руководителя ВНИИ электромашиностроения (ВНИИЭМ) А. Г. Иосифьяна Трегуб перешёл на работу во ВНИИЭМ на должность заместителя директора по лётным испытаниям, где проработал до ухода на пенсию.
В начале 90-х годов в результате несчастного случая попал под машину и с тех пор стал инвалидом. Умер 27 октября 2007 года после тяжёлой продолжительной болезни. Похоронен в Москве на Алексеевском кладбище (участок № 3).

## Награды
- Орден Ленина (20.04.1956)[7]
- Орден Красной Звезды (13.08.1944)[7]
- Орден Красной Звезды (20.04.1953)[7]
- Орден Отечественной войны I степени (30.05.1945)[7]
- Орден Отечественной войны I степени (1985)[7]
- Орден Отечественной войны II степени (11.02.1945)[7]
- Медали[7]

## Семья
- Жена — Августа Максимовна Трегуб (Стулова) (1920—2001)[6].
- Сын — Александр (род. 1951), окончил Московскую военную артиллерийскую академию, кандидат технических наук, работал в 4 НИИ МО, полковник в отставке[6].
- Дочь — Наталья (род. 1947), окончила Московский энергетический институт, кандидат технических наук, работает в ВНИИЭМ[6].

## Память
- На полигоне Капустин Яр установлен памятный обелиск с именами участников первого пуска баллистической ракеты. Там есть и имя начальника ракетной стартовой команды Якова Исаевича Трегуба[3].
- В Мемориальном музее космонавтики есть отдельный стенд, посвящённый Я. И. Трегубу[22].